# Hemoperfuzja
Hemoperfuzja – zabieg polegający na przepuszczeniu krwi pacjenta przez filtr kolumnowy, w którym na żywicy lub aktywnym węglu następuje adsorpcja niektórych związków chemicznych. Przefiltrowana krew wraca do organizmu pacjenta. Hemoperfuzję stosuje się między innymi w leczeniu zatruć karbamazepiną, teofiliną i kwasem walproinowym.